# 半滚倒转
1. 180°滚转
2. 1/2内筋斗
3. 改出

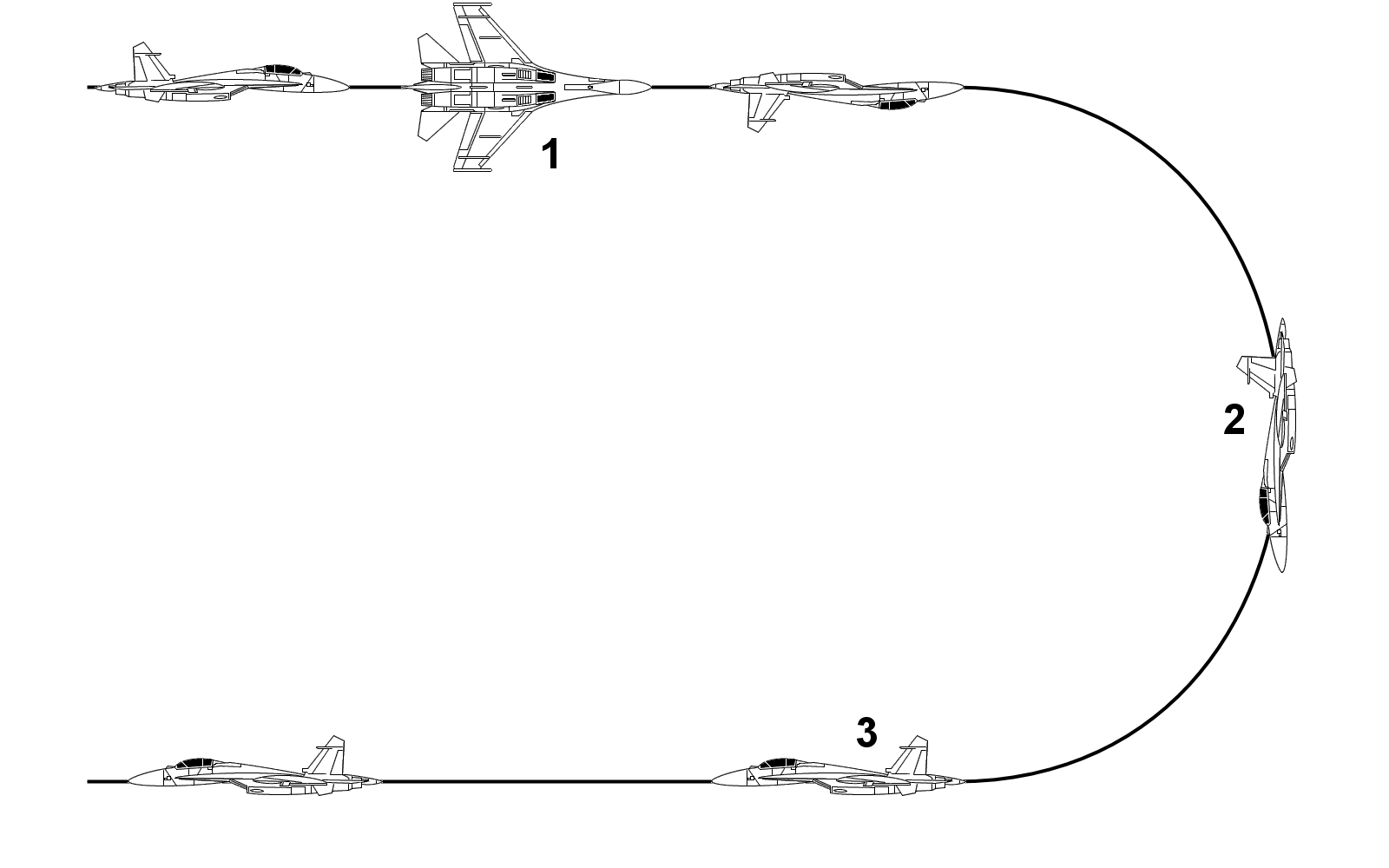
破 S 的示意图：

半滚倒转示意图

半滚倒转（又名破S，或分离S）是一种常用在脱离空战时的空中格斗。做出这种机动时，飞行员会首先将飞机横滚半圈并进行1/2个内筋斗，最后在更低的高度上以反方向平飞改出。

## 简介
在纏鬥过程中，半滚倒转可以让飞行员在有机会时离开战斗。这也是一个能够在离开狗斗时防止后方敌机的雷达锁定的有效战术。
半滚倒转不同于殷麦曼机动——后者先进行向上内筋斗，再1/2横滚，在高于初始高度处平飞改出。半滚倒转也可看作反方向的殷麦曼机动，在英文中也可写作Split-S。在简单情况下，殷麦曼机动与半滚倒转也十分相似，它们都在飞行中进行相同的回转，不过半滚倒转以高度下降换取速度提升，而殷麦曼则恰恰相反。
半滚倒转是一种下降的机动，这意味着飞行员只有在足以完成1/2个内筋斗的高度上才能开始机动；最低下降高度的值取决于飞机空速，重量以及机动性等指标，此外还需考虑所处位置的地形。最低高度的误判可能因缺乏环境感知能力或误读仪器数值所致。
半滚倒转以滚转开始的一大原因是，人体最大忍受从头到脚方向的加速度（也就是G力）数倍于反之于其的加速度，大约是正向9g，反向3g。大多数作战飞机的机体也设计为向上可承受的G力（G力）大于向下承受的G力（负G力）。因此在做完一个180°滚转后便可以做出一个更紧凑的机动。
不进行1/2内筋斗的半滚倒转 曾经是德国飞行员在尝试躲避英军飞行员时使用的标准机动。 英国战斗机使用的勞斯萊斯梅林引擎使用化油器，同时发动机中的浮阀会在负G力下失效，导致功率下降或是发动机停车（德国战斗机由于使用了喷射供油，因此不会出现这种问题）。 英国的战斗机也可以通过在开始下降前先进行1/2滚转来避免这种问题，但是这个滚转花费的额外时间却又给予了德军飞机一个绝佳的逃离机会。 问题最初的解决办法是在发动机上加装限流器（即：Miss Shilling's orifice）来限制燃料流向。而在发动机上的S.U.化油器（英文：SU carburettor）被替换为本迪克斯加压化油器（英文：Bendix-Stromberg pressure carburettors）以及晚期的S.U.公司喷射供油器后，这个问题被完全解决。